# Taisuke Nakamura
Taisuke Nakamura (japanisch 中村 太亮 Nakamura Taisuke; * 19. Juli 1989 in der Präfektur Kyoto) ist ein japanischer Fußballspieler.

## Karriere
Nakamura erlernte das Fußballspielen in der Schulmannschaft der Konko Osaka High School. Seinen ersten Vertrag unterschrieb er 2008 bei Kyoto Sanga FC. Der Verein spielte in der höchsten japanischen Liga, der J1 League. Am Ende der Saison 2010 stieg der Verein in die zweite Liga ab. 2011 erreichte er das Finale des Kaiserpokal. Für den Verein absolvierte er 46 Ligaspiele. 2012 wechselte er nach Niigata zum Erstligisten Albirex Niigata. 2013 wechselte er zum Zweitligisten Montedio Yamagata. Für den Verein absolvierte er 38 Ligaspiele. 2014 wechselte er zum Ligakonkurrenten JEF United Chiba. Für den Verein absolvierte er 78 Ligaspiele. 2016 wechselte er zum Erstligisten Júbilo Iwata. Für den Verein absolvierte er 30 Erstligaspiele. 2018 wechselte er zum Zweitligisten Omiya Ardija. Für den Verein absolvierte er neun Ligaspiele. 2020 wechselte er zum Drittligisten Iwate Grulla Morioka nach Morioka. Ende der Saison 2021 feierte er mit Iwate die Vizemeisterschaft und den Aufstieg in die zweite Liga. Am Ende der Saison 2022 belegte er mit Iwate Grulla Morioka den letzten Tabellenplatz und musste in die dritte Liga absteigen.

## Erfolge
Kyoto Sanga FC
- Kaiserpokal: 2011 (Finalist)

Iwate Grulla Morioka
- J3 League: 2021 (Vizemeister)  ▲